# چترمرغ غبغب‌دراز
چترمرغ غبغب‌دراز (نام علمی: Cephalopterus penduliger) نام یک گونه از تیره جواهرمرغ است.
آویزان شدن غبغب بلند از سینه و تاج بزرگ کشیده شده به سمت منقار در پرنده نر، مرغ چتری دارای غبغب بلند را بسیار شگفت‌آور می‌سازد. غبغب آن‌ها به ۳۵ سانتی‌متر می‌رسد و پوشیده از پر هست که قابلیت باد کردن دارد و در زمان اظهار عشق بکار می‌رود.